# Pseudobagrus ussuriensis
Pseudobagrus ussuriensis és una espècie de peix de la família dels bàgrids i de l'ordre dels siluriformes.

## Morfologia
Els mascles poden assolir els 100 cm de longitud total.

## Distribució geogràfica
Es troba a la conca del riu Amur.